# Al-Muwaqqar
Al-Muwaqqar (الموقر en árabe) es una ciudad de Jordania. Está situada en el noroeste del país, en la Gobernación de Amán.

## Patrimonio
En la ciudad se encuentran las ruinas de un palacio omeya, el Qusair Al-Muwaqqar, uno de los castillos del desierto. Sólo quedan varios capiteles decorados con inscripciones árabes y hojas de acanto, además de un gran depósito de agua que se encuentra a un centenar de metros de las ruinas y que aun está en uso. 
La existencia de este castillo-palacio, a unos diez kilómetros del castillo-palacio de Qusair Mushatta y desde cuyas alturas se observaban los campos cultivados al oeste de Amán, se asocia al califa omeya Yazid II, que gobernó entre 720 y 724.
En el Museo Arqueológico de Jordania se conserva un capitel decorado con inscripciones procedente de la cisterna del palacio de al-Muwaqqar. El capitel es del año 723, tiene 60 cm de altura por 41 cm de anchura y las inscripciones en cúfico que recorren el ábaco en las tres caras decoradas dicen: «Que Dios bendiga a tu siervo y mensajero». En la cuarta cara hay una inscripción que agradece la construcción del estanque a Yazid. Este capitel remataba una columna que servía para medir la profundidad de la cisterna.